# Yūko Ōga
Yūko Ōga (大神雄子?, Ōga Yūko; Yamagata, 17 ottobre 1982) è un'ex cestista e allenatrice di pallacanestro giapponese, professionista nella WNBA.

## Carriera
Con il Giappone ha disputato i Giochi olimpici di Atene 2004 e due edizioni dei Campionati mondiali (2010, 2014).